# مقتل سوزانا فيلدمان
سوزانا ماريا فيلدمان هي فتاة يهودية تبلغ من العمر 14 عام تعرضت للاغتصاب والقتل ليلة 22 أو 23 مايو عام 2018. على بشار أحمد، طالب لجوء عمره 21 عام من كردستان - العراق تم الاشتباه به كما انه كان مشتبه به أيضا في قضية أغتصاب فتاة ألمانية تبلغ من العمر 11 عام، مرتين.

## الأحداث
اختفت سوزانا فيلدمان في 22 مايو عام 2018. تم اغتصابها وقتلها ليلة 22 أو 23 مايو ودفنت رفاتها بالقري من خطوط سكك حديد لاندشس. عثرت الشرطة على رفات سوزانا فيلدمان في اوائل يونيو بعد أن تم نقلها من قبل مهاجر يبلغ من العمر 13 عام كان يعيش في نفس مركز اللاجئين مع على أحمد وقال أن على اخبره بالجريمة وقد تبين أن سوزانا فيلدمان تعرضت للأغتصاب ثم تعرضت للأختناق في يوم 23 مايو تلقت والدة سوزانا رسالة نصية على هاتفها المحمول وكتبت بـألمانية غير صحيحة «لا تبحثى عنى، سـ أتى في غضون أسبوعين أو ثلاث».

## المشتبه به
على بشار أحمد ولد يوم 11 مارس 1997، واستخدم أسمه الثانى عند وصوله إلى ألمانيا وأشارت اليه الميديا ان أسمه على بشار أو على باشا. وفقاً لستيفان مولر رئيس الشرطة في غرب هيسن على قد هاجر إلى ألمانيا في أكتوبر 2015 في موجة المهاجرين الأخيرة. عاش على في مركز للاجئين في منطقة اربنهايم في ڤيسبادن وكان معروفا ً عند الشرطة بـ أنه هاجم ظابطة شرطة، والسرقة بـ استخدام السكين، وكان مشتبه به في اغتصاب فتاة عمرها 11 عام عاشت معه في نفس مركز اللاجئين. غادر على ألمانيا مع والديه واشقائه الخمسة في 2 يونيو 2018 باستخدام أسماء مستعارة غير الموجودة في مركز اللاجئين. في يوم 8 يونيو 2018 تم القبض عليه شمال العراق من قبل قوات الشرطة الكردية. طبقاً لطارق أحمد رئيس شرطة دهوك حيث تم القبض على المشتبه به، اعترف بخنق سوزانا فيلدمان ولكنه انكر اغتصابها. وتم ارساله مرة أخرى إلى ألمانيا لاستجوابه. وفقاً لعالمة الانثروبولوجيا سوزان شويتر يفتقر على أحمد إلى احترام المجتمع الالمانى والمرأة الألمانية والشرطة الألمانية. واستناداً إلى المعلومات التي قدمتها الحكومة العراقية، صرح المدعى العام اوليفر كون أن المشتبه به أكبر من المذكور في المستندات الألمانية. صرحت دى فيلت ان التفاوت في السن سببه أنه عندما طلب المشتبه به وعائلته اللجوء إلى ألمانيا في عام 2015، زعموا أنهم لا يحملون أي مستندات لهويتهم وفي وقت لاحق قدموا مستندات عراقية في القنصلية في فرانكفورت. لأن على يبلغ من العمر 21 عام أي أكبر من 20 عامًا لذلك سيتم محاكمته كـ شخص بالغ.

## قضية الاغتصاب الثانية
في البداية أقر على أحمد أنه قد اغتصب فتاة تبلغ من العمر 11 عام في مركز اللاجئين، لكن الشرطة لم تؤكد ذلك. في 3 يوليو 2018، طلب المدعى العام مذكرة ايقاف أخرى ضد على أحمد الذي كان محتجزاً بالفعل بسبب أغتصاب فتاة ألمانية تبلغ من العمر 11 عام في مركز اللاجئين. في 2 يوليو صدرت مذكرة ايقاف للشاهد في قضية مقتل سوزانا فيلدمان، كـ شريك في اغتصاب فتاة تبلغ من العمر 11 عام.

## تداعيات الاحداث
أكد المجلس المركزى لليهود في ألمانيا أن الضحية كانت عضو في الجالية اليهودية في ماينز وأعرب عن أسفه وتعازيه لعائلة الضحية وأصدقائها.

## الرأي العام
هذا الحادث يأتى في إطار سلسلة من الجرائم الكبيرة التي تحدث من قبل طالبي اللجوء مما أدى لاجراء محادثات سياسية يحفها الخطر حول سياسية المهاجرين في ألمانيا وتوليد مشاعر متشدة ضد الهجرة وساهمت في دخول بدائل لالمانيا إلى برلمان المانيا في انتخابات عام 2017. أثارت جريمة القتل نقاشاً سياسياً في ألمانيا حول كيفية سماح على أحمد بالبقاء في ألمانيا بعد رفض طلب اللجوء الخاص به عام 2016. آثار بعض السياسيون مثل: كريستيان ليندنر أسئلة مثل كيفية تمكن المشتبه به مع عائلته من مغادرة ألمانيا بـ استخدام هويات مزورة. صرح شورتر أنه لا يمكن اعتبار جريمة القتل هذه حادثة منعزلة بل يجب النظر إليها جزء من ظاهرة جديدة من الشباب من المجتمعات الأبوية التي تدافع عن قيمهم الدينية والثقافية التي تضفي الشرعية على العنف والاعتداء الجنسي.

## مخاوف وسائل الإعلام
صرحت جريدة ستشودتش الألمانية بـ قلقها من أن الجمهور قد يسرد حالات النساء الألمانيات الأخريات اللواتي قتلن على يد طالبى اللجوء مثل: ميا فالنتين من كانديل وميراى ب من فلنسبورغ